# 16847 Sanpoloamosciano
16847 Sanpoloamosciano (1997 XK10) là một tiểu hành tinh vành đai chính được phát hiện ngày 8 tháng 12 năm 1997 bởi M. Mannucci và N. Montigiani ở San Polo a Mosciano Observatory.